# To Record Only Water for Ten Days
To Record Only Water For Ten Days, musikalbum av John Frusciante, släppt 2001.

## Låtlista
1. "Going Inside" - 3:36
2. "Someone's" - 1:52
3. "First Season, The" - 4:13
4. "Wind Up Space" - 1:59
5. "Away & Anywhere" - 4:09
6. "Remain" - 3:57
7. "Fallout" - 2:10
8. "Ramparts" - 1:11
9. "With No One" - 3:32
10. "Murderers" - 2:44
11. "Invisible Movement" - 2:21
12. "Representing" - 1:46
13. "In Rime" - 2:13
14. "Saturation" - 3:03
15. "Moments Have You" - 3:30
16. "Resolution" (Endast till japanrelease)